# Montet-et-Bouxal
Montet-et-Bouxal is een gemeente in het Franse departement Lot (regio Occitanie) en telt 208 inwoners (2004). De plaats maakt deel uit van het arrondissement Figeac.

## Geografie
De oppervlakte van Montet-et-Bouxal bedraagt 11,4 km², de bevolkingsdichtheid is 18,2 inwoners per km².
De onderstaande kaart toont de ligging van Montet-et-Bouxal met de belangrijkste infrastructuur en aangrenzende gemeenten.

## Demografie
Onderstaande figuur toont het verloop van het inwonertal (bron: INSEE-tellingen).